# Fundación La Barraca

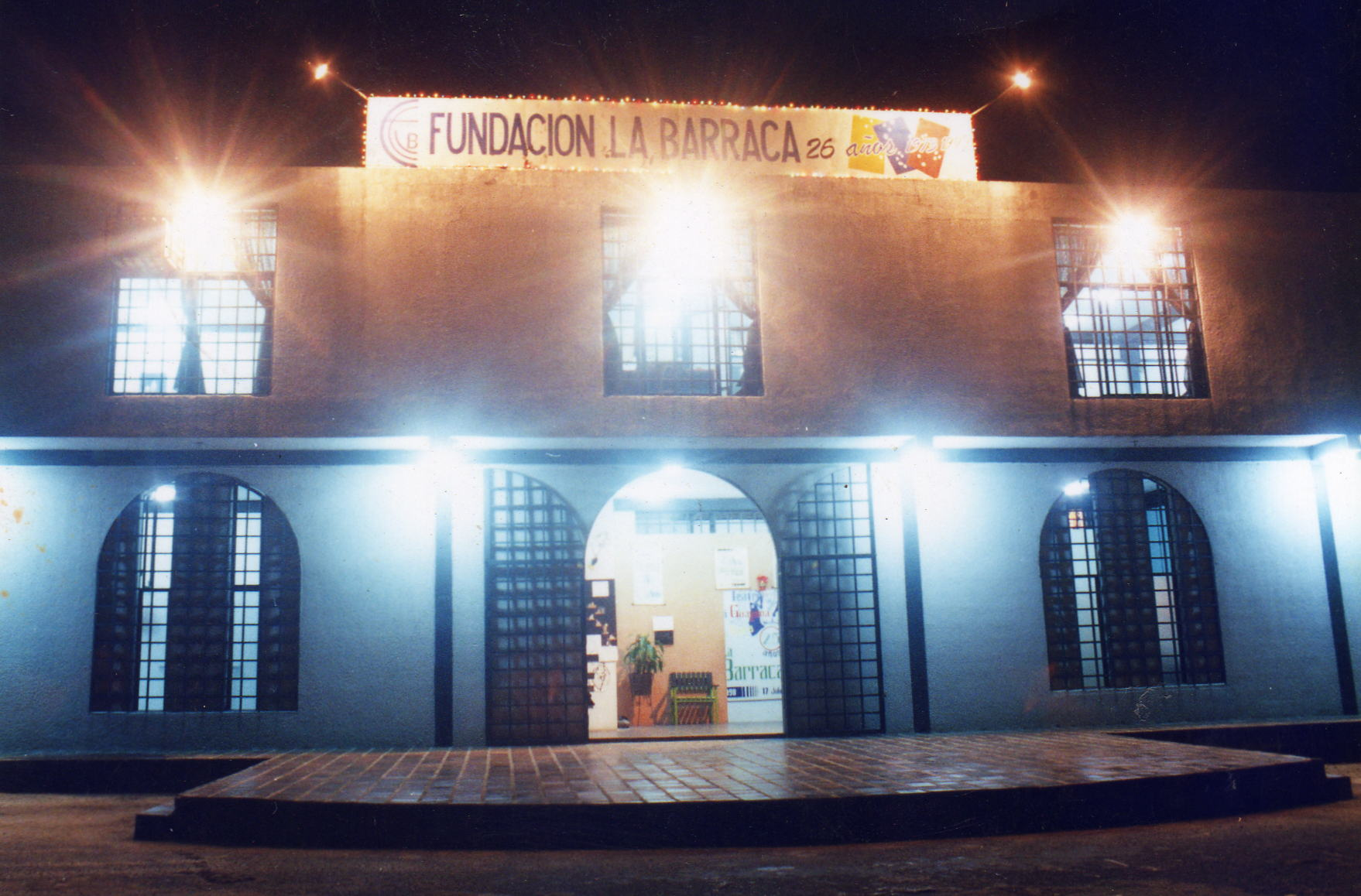
Sede de la Fundación La Barraca.

La Fundación La Barraca es una asociación civil venezolana sin fines de lucro. Historia y Patrimonio del Teatro Guayanés Actividad continua desde su fundación a la fecha ( Año 2021 )

## Origen
Su nombre proviene del lugar donde comenzaron a ensayar "una barraca", edificación precariamente construida y en homenaje al grupo de teatro universitario de Federico García Lorca.
Fue fundada en Ciudad Guayana, y ubicada en el Estado Bolívar, el 17 de julio de 1973. Su actividad está dedicada a las Artes Escénicas. La Sede de esta institución se encuentra en la Av. Principal El Roble, frente Av. Guayana.
La edificación cuenta con: Salones de Clases, Biblioteca Especializada en Artes Escénicas, Salón de Exposiciones, Un mini-cine, Teatro de Cámara, Sala Mayor de Espectáculos , Escenario al aire libre. Depósitos, Estacionamientos y Espacios Cálidos.  

## Objetivos de la Fundación
Su trabajo va dirigido a todo público y a todas las edades. Es punto obligado de referencia,local, regional, nacional e internacional.
Su trabajo abarca las siguientes áreas de acción:
- Apoyo a la creación e intercambio de saberes
- Producción, promoción y difusión[4]
- Formación formal y no formal
- Documentación, investigación e información
- Revitalización de la infraestructura
- Funcionamiento global

Desde 1999, esta institución convoca al Concurso de Dramaturgia para Adultos. Concurso patrocinado por el Centro Regional del Teatro ofrece como gran premio la puesta en escena de la obra ganadora por parte del elenco profesional de Fundación La Barraca. En 2008 el ganador del primer premio fue el dramaturgo mexicano Humberto Robles por su obra "El Arca de Noelia".